# Villiers-le-Morhier
Villiers-le-Morhier è un comune francese di 1 360 abitanti situato nel dipartimento dell'Eure-et-Loir nella regione del Centro-Valle della Loira.

## Società

### Evoluzione demografica
Abitanti censiti